# Книжка-розкладка

Демонстрація дії книги-розкладки.

Книжка-розкладка — будь-яка книга з тривимірними сторінками, часто з елементами, що з'являються під час перегортання сторінки. Ця термінологія слугує загальним терміном для рухомих книг, розкривних вікон, тунельних книг, трансформацій, перевертань, клапанів, витягувальних язичків, висувних вікон, розкриваючих книг та інших функцій, кожна з яких працює по-різному. Тривимірні вітальні листівки використовують ті ж принципи. Проектування та створення таких книг у мистецтві іноді називають «паперовою інженерією». Цей термін не слід плутати з традиційною паперовою інженерією, тобто інженерією систем для масового виробництва паперової продукції.

## Анімовані книги
Анімовані книги поєднують у собі три елементи: історію, кольорові ілюстрації, які містять текст, і «дві або більше анімованих ілюстрації з механізмами руху, що працюють між здвоєними сторінками». У 1938 році анімації Джуліана Вера для дитячих книжок були запатентовані як «рухомі ілюстрації», що переміщують картинку вгору, вниз і горизонтально одночасно одним рухом.

## Трансформації
Трансформації показують сцену, що складається з вертикальних планок. Коли читач тягне за вкладку збоку, планки ковзають одна під одною, «трансформуючись» у зовсім іншу сцену. Ернест Ністер, один із перших англійських авторів дитячих книжок, часто створював книжки, що складалися виключно з трансформацій. Багато з них були відтворені Метрополітен-музеєм.

## Тунельні книги

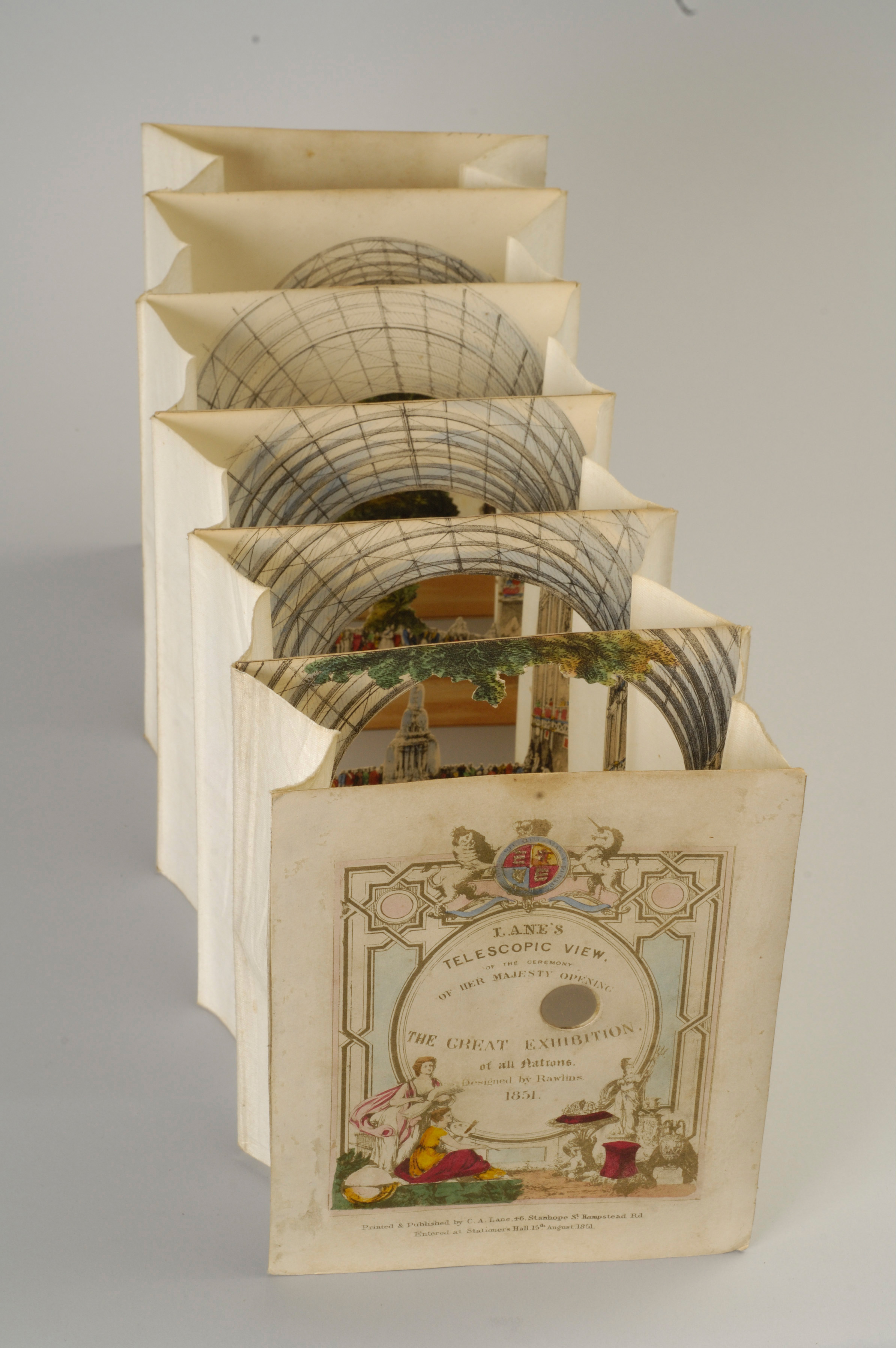
Тунельна книга

Тунельні книжки (також відомі як книжки-піп-шоу) складаються з набору сторінок, скріплених двома складеними спіраллю смужками з обох боків, які проглядаються крізь отвір в обкладинці. Отвори на кожній сторінці дозволяють глядачеві бачити всю книгу наскрізь, а зображення на кожній сторінці працюють разом, створюючи об'ємну сцену всередині. Цей тип книг з'явився в середині XVIII століття і був натхненний театральними декораціями. Традиційно такі книги часто створювали на честь особливих подій або продавали як сувеніри туристичних визначних пам'яток. Термін «тунельна книга» походить від того, що багато з цих книг було створено на честь будівництва тунелю під Темзою в Лондоні в середині ХІХ{ століття. У Сполучених Штатах тунельні книги виготовляли для таких визначних пам'яток, як Всесвітні виставки та Нью-Йоркський ботанічний сад.
Нещодавно формат тунельної книги був відроджений книжковою художницею Керол Бартон та іншими як скульптурна книжкова форма. Художників цікавить не лише внутрішній вигляд книги, але й трактування бічних палітурок та обкладинок як інформаційних та візуальних поверхонь. Добірка тунельних книг Керол Бартон зберігається у спеціальних колекціях Бібліотеки Джеймса Бранча Кабелла Університету Співдружності Вірджинії.

## Волвель
Волвелі — паперові конструкції з обертовими деталями. Раннім прикладом є Astronomicum Caesareum Петра Апіана, створений для імператора Священної Римської імперії Карла в 1540 році. Книга повна вкладених круглих деталей, що обертаються на люверсах.

## Арлекінади та книги з перегортанням

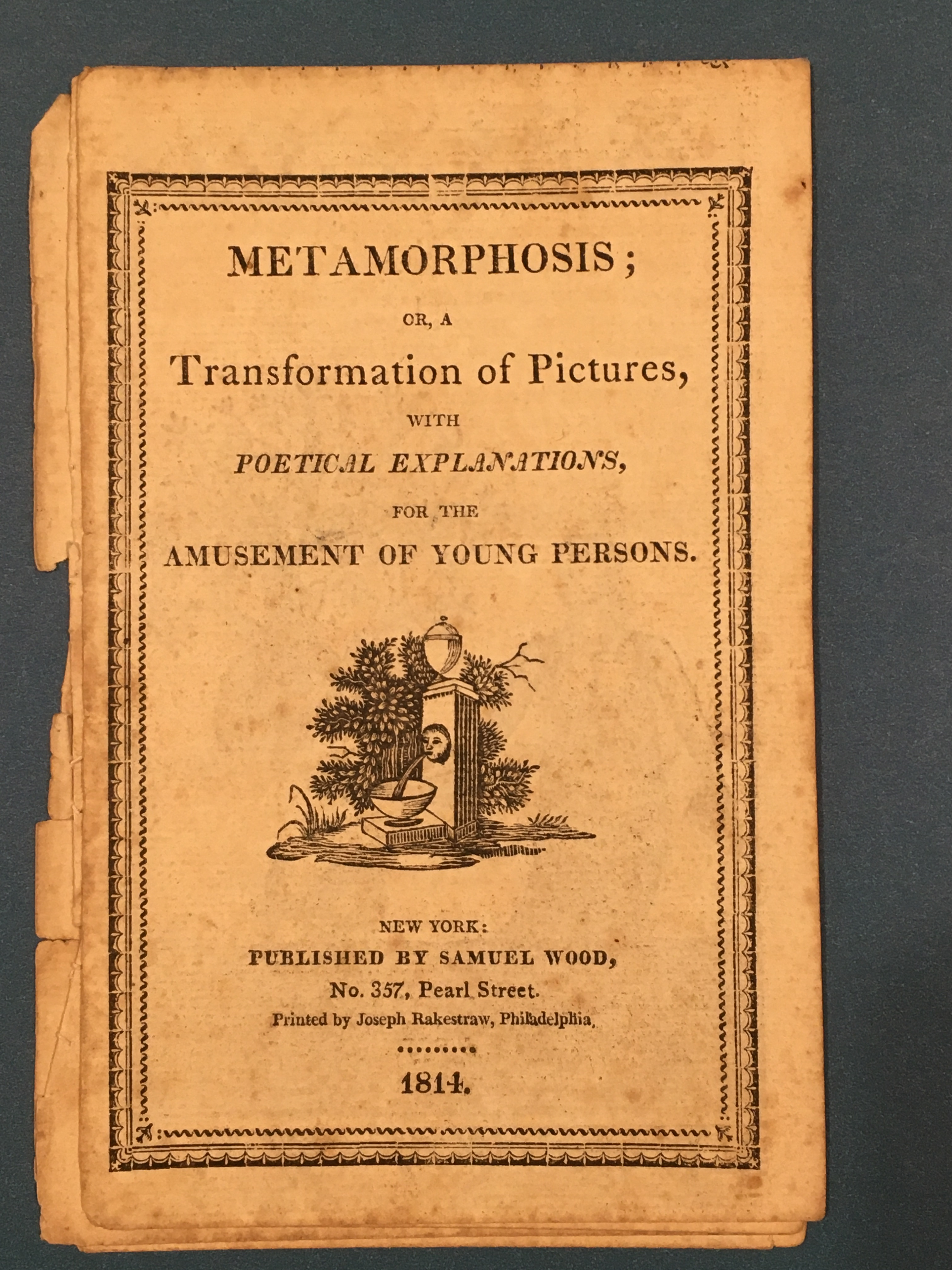
«Метаморфози» (брошура про Арлекінади), 1814, Бенджамін Сендс

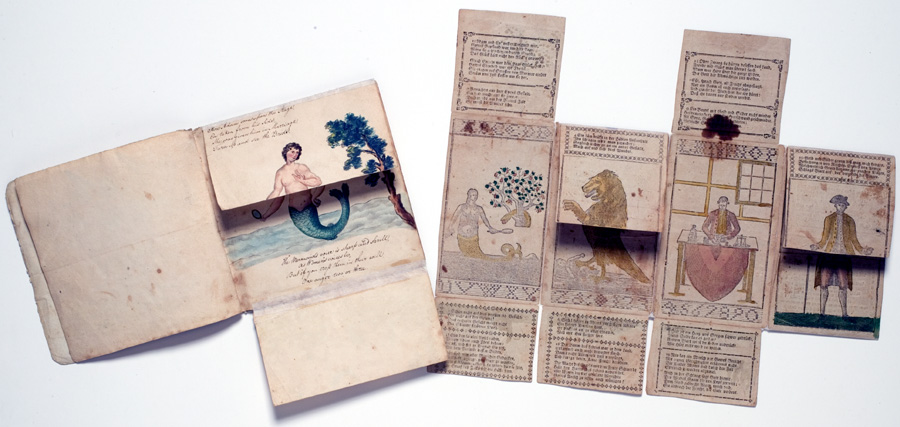
Порівняння двох книг Бенджаміна Сендса про трансформацію: Метаморфози

Близько 1765 року англійський друкар Роберт Сейєр почав експериментувати з новим форматом для ринку дитячої літератури, який, за словами історика книги Пітера Гейнінґа, став раннім попередником інтерактивних рухомих книжок. Результатом стало створення формату «метаморфоз» — «тонкої книжки з чотирьох розділів, кожен з яких мав дві кришки, що перекидалися, і на кожній з яких була змінна картинка. Під цими картинками з'являлися описові віршовані рядки, і коли читач перегортав сторінки у правильному порядку, в тексті відкривалися різні сцени».
На основі популярних театральних пантомім Сейєр створив книги із зображенням «Арлекіна». Чорно-білі видання, які ще називали «Арлекінадами» або «книжками-переверками», продавалися за шість пенсів, а розфарбовані вручну — за один шилінг.
До кінця 1770 року Сейєр опублікував чотири книги-перевертки або метаморфози, які стали «дитячим захопленням». Конкуруючі продавці книг, такі як Томас Г'юз та Джордж Мартін, невдовзі скопіювали формат «підйому». У Сполучених Штатах Джозеф Рейкстров опублікував книгу Бенджаміна Сендса «Метаморфози, або перетворення картин з поетичними поясненнями для розваги молоді».

## Історія
Аудиторією ранніх книг у переносному вигляді були дорослі, а не діти. Перший відомий рухомий предмет у книзі був створений бенедиктинським ченцем Матвієм Паризьким у його Chronica Majora, яка охоплює період, що починається з 1240 року. Паріс прикріпив до деяких сторінок вольвелі, які використовували ченці для обчислення святих днів. Існує припущення, що на початку XIV століття каталонський містик і поет Раймунд Луллій з Майорки також використовував вольвелі для ілюстрації своїх теорій, але жодного фізичного прикладу паперового вольвеля, створеного ним, ніколи не було задокументовано. Протягом століть вольвелі використовувалися для таких різноманітних цілей, як навчання анатомії, астрономічні прогнози, створення секретного коду та ворожіння. До 1564 року було опубліковано ще одну рухому астрологічну книгу під назвою «Космографія Петрі Апіані». У наступні роки медична професія використовувала цей формат, ілюструючи анатомічні книги шарами та клапанами, що зображують людське тіло. Англійський ландшафтний дизайнер Кейпебіліті Браун використовував клапті для ілюстрації вигляду «до і після» своїх проєктів.

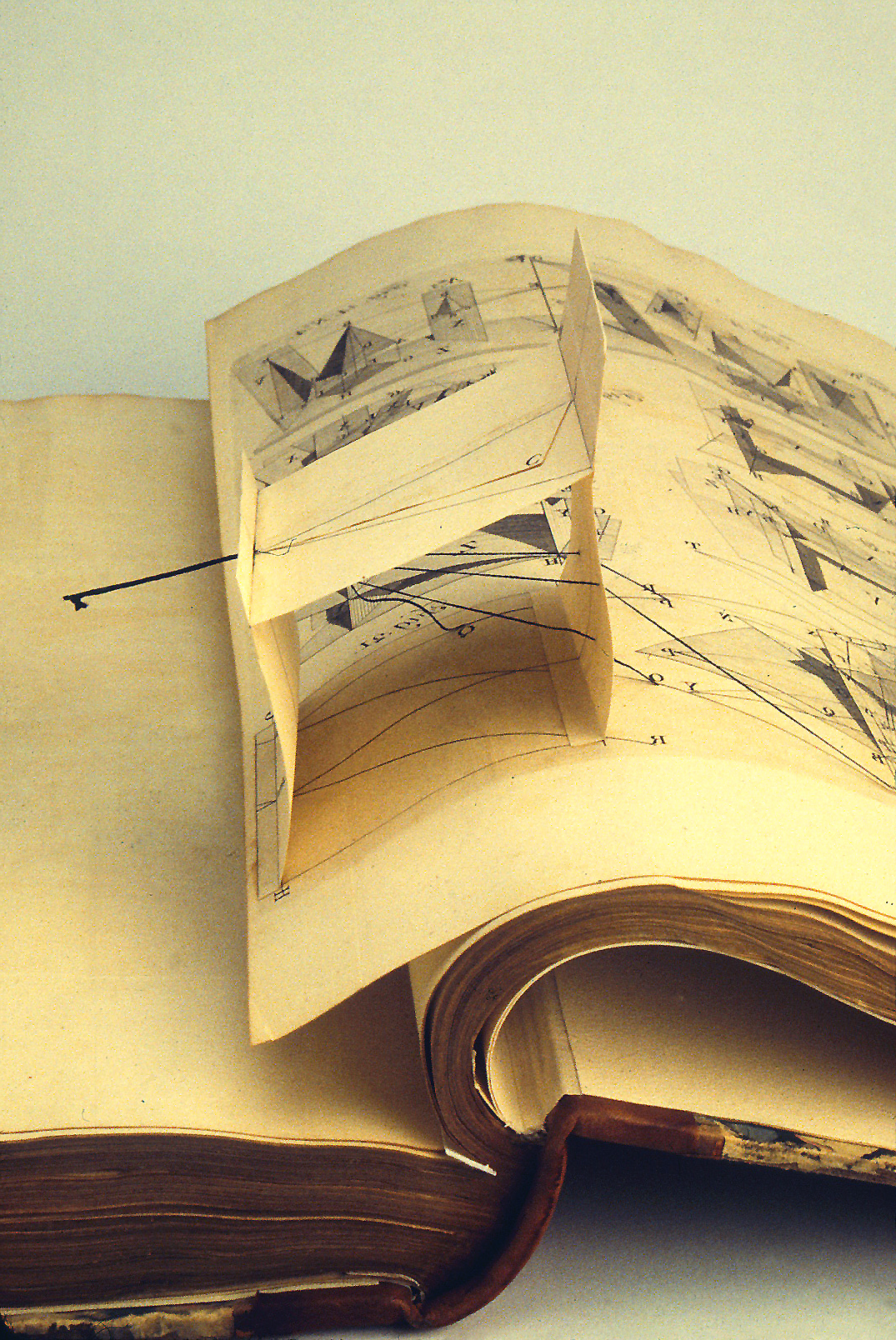
Сторінка зі спливаючою частиною в книзі Томаса Мальтона Старшого «Трактат про перспективу» (1775).

Хоча можна документально підтвердити, що книги з рухомими частинами використовувалися протягом століть, вони майже завжди використовувалися в наукових роботах. У 1775 році Томас Мальтон-старший опублікував «Повний трактат про перспективу в теорії і на практиці, за принципами доктора Брука Тейлора». «Повний трактат про перспективу» є найпершою відомою комерційно виготовленою спливаючою книгою, оскільки містить тривимірні паперові механізми. Поп-апи активуються, якщо потягнути за мотузку, і утворюють геометричні фігури, які допомагають читачеві зрозуміти концепцію перспективи.
Лише наприкінці XVIII століття ці методи були застосовані до книг, призначених для розваг, зокрема для дітей.
Деякі з перших тривимірних книг з вкладками були створені Ернестом Ністером і Лотаром Меггендорфером. Ці книги були популярні в Німеччині та Великій Британії в XIX столітті.
Значний прогрес у галузі книг-розкладок відбувся в 1929 році з публікацією щорічника Daily Express Children's Annual № 1, «з ілюстраціями, що розкладаються у вигляді моделей». Його авторами були Луї Жиро та Теодор Браун. Потім вийшло ще чотири щорічники Daily Express, а Жиро заснував власне видавництво Strand Publications, яке випустило серію новаторських книг Bookano. Книги Bookano вважаються першими справжніми книжками-розкладками для дітей, оскільки їх можна переглядати на 360 градусів, а не тільки з лицьового боку, зверненого до читача. До закінчення серії зі смертю Жиро в 1949 році було випущено сімнадцять книг Bookano.
Одним із найвідоміших ранніх прикладів рухомих книг у Сполучених Штатах є The Moving Picture Books, опубліковані на початку ХХ століття. Ці книги містили механічні ілюстрації, які можна було рухати або змінювати сцени, потягнувши за язичок. Спочатку вони були опубліковані видавництвами Sully and Kleinteich, а пізніше — The New York Book Company та Pictorial Color Book Company. Вони стали популярними завдяки інтерактивному оповіданню та яскравим ілюстраціям.
Іншим незвичайним типом поп-апів того часу був паперовий сотовий стиль, запроваджений американським видавцем Бернардом Вілмсеном, часто відомим під видавничим ім'ям Б. Вілмсен, у його Tunnel Books.
У Сполучених Штатах, у 1930-х роках, Гарольд Ленц, наслідуючи приклад Жиро, випустив у Нью-Йорку книги «Блакитна стрічка». У 1930-х роках у США видавництво Blue Ribbon Books у Нью-Йорку стало першим видавництвом, яке використовувало термін «поп-ап» для опису своїх рухомих ілюстрацій. Видавництво стало відомим завдяки співпраці з Disney, випустивши такі популярні поп-ап видання, як «Поп-ап Міккі Маус» та «Поп-ап Дональд Дак».
Наступний прогрес у цій галузі був зроблений Войтехом Кубаштою, який працював у Празі в 1960-х роках. Його приклад наслідував Волдо Гант у США, заснувавши компанію Graphics International. Він та дві засновані ним компанії, Graphics International та Intervisual Communications (яка також створювала спливаючі рекламні оголошення), випустили сотні книжок-розкладок для дітей у період з 1960-х до 1990-х років. Хоча ці книжки були призначені для американської аудиторії, їх виготовляли в регіонах з нижчими витратами на робочу силу, спочатку в Японії, а згодом у Сінгапурі та латиноамериканських країнах, таких як Колумбія та Мексика. Першою книжкою-розмальовкою Ганта була «Книжка загадок Беннетта Серфа», видана видавництвом Random House як реклама кав'ярні Maxwell House Coffee та присвячена творчості гумориста Беннетта Серфа, який тоді був президентом Random House. Команда Волдо Ганта і Крістофера Серфа створила ще 30 дитячих книжок-розкладок для видавництва Random House, включаючи книги з персонажами з «Вулиці Сезам». За словами Беннета Серфа (у його книзі «At Random»), для Random House книжки-розкладки були прибутковими.
Окрім співпраці з Крістофером Серфом у видавництві Random House, Гант створив книги-розкладки для Walt Disney, серію книжок-розкладок за мотивами Бабара, а також такі видання, як «Будинок з привидами» Яна Пєнковського та «Людське тіло» Девіда Пелгема.

## Визначні роботи
Деякі книги-розкладки привертають увагу як літературні твори завдяки ступеню художності чи вишуканості, які вони містять. Видання «Покажчик Енді Воргола» від видавництва Random House 1967 року було підготовлено Енді Ворголом, Крісом Серфом та Аланом Рінцлером і включало фотографії знаменитостей разом із розгорнутими версіями зображень у стилі Воргола, такими як картонна банка томатної пасти, а також пластиковий платівковий запис, надувна срібна повітряна кулька та інші дрібнички. Художниця спливаючих книг Колетт Фу розробила найбільшу в Китаї спливаючу книгу. У 2008 році вона отримала стипендію Фулбрайта для створення книг-розкладок про 25 етнічних меншин, що проживають у провінції Юньнань, Китай. Її роботи можна знайти в Бібліотеці Конгресу, Метрополітен-музеї та Національному музеї жінок у мистецтві.
Девід А. Картер, який створив багато книжок-розкладок на тему комах, та Роберт Сабуда — інші відомі автори книжок-розкладок. «Зоряні війни: Популярний путівник по галактиці» Маттью Рейнгарта. Ця книжка привернула увагу літературної громадськості завдяки своїм вишуканим розкладкам та майстерності зображень. Газета The New York Times написала, що «називати цей вишуканий витвір інженерної думки „книжкою-розкладкою“ — все одно, що називати Велику китайську стіну перегородкою».

## Колекції

### Бібліотечні колекції
- Бібліотека рідкісних книг та рукописів Бейнеке в Єльському університеті.[20]
- Боудін-коледж, Департамент спеціальних колекцій та архівів імені Джорджа Дж. Мітчелла в Брансвіку, штат Мен, зберігає колекцію книг Гарольда М. Горальніка, яка містить 1900 томів.[21]
- Колекція дослідницьких та навчальних матеріалів бібліотек Університету штату Північна Кароліна, присвячена виданням, 1960—2009 років, містить 7,5 лінійних футів видання, каталогів, газетних вирізок та інших пов'язаних з ними одноденних матеріалів, багато з яких були подаровані Сарою Фруман.[22]
- Бібліотека спеціальних колекцій Університету Айови в Айова-Сіті містить колекцію книг-розкладок Метью Рейнхарта[23] та колекцію Емілі Мартін[24], двох відомих інженерів з паперової справи.
- Бібліотека Даймонда Університету Нью-Гемпшира в Даремі, штат Нью-Гемпшир, зберігає колекцію рухомих книг Карела Чепмена, яка містить понад 1800 книг у розкладних та рухомих форматах.[25]

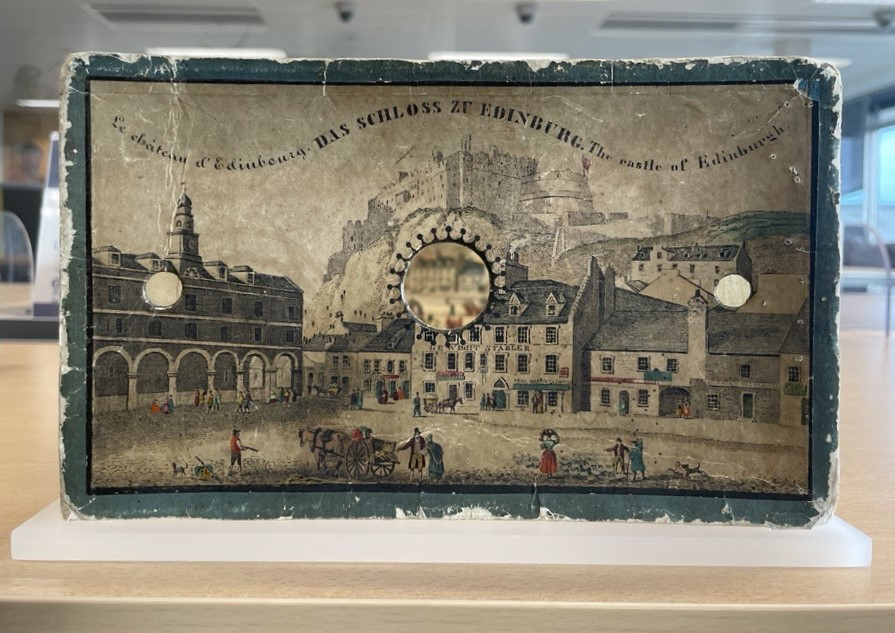
Замок Единбурга з колекції спадщини Единбурзького університету

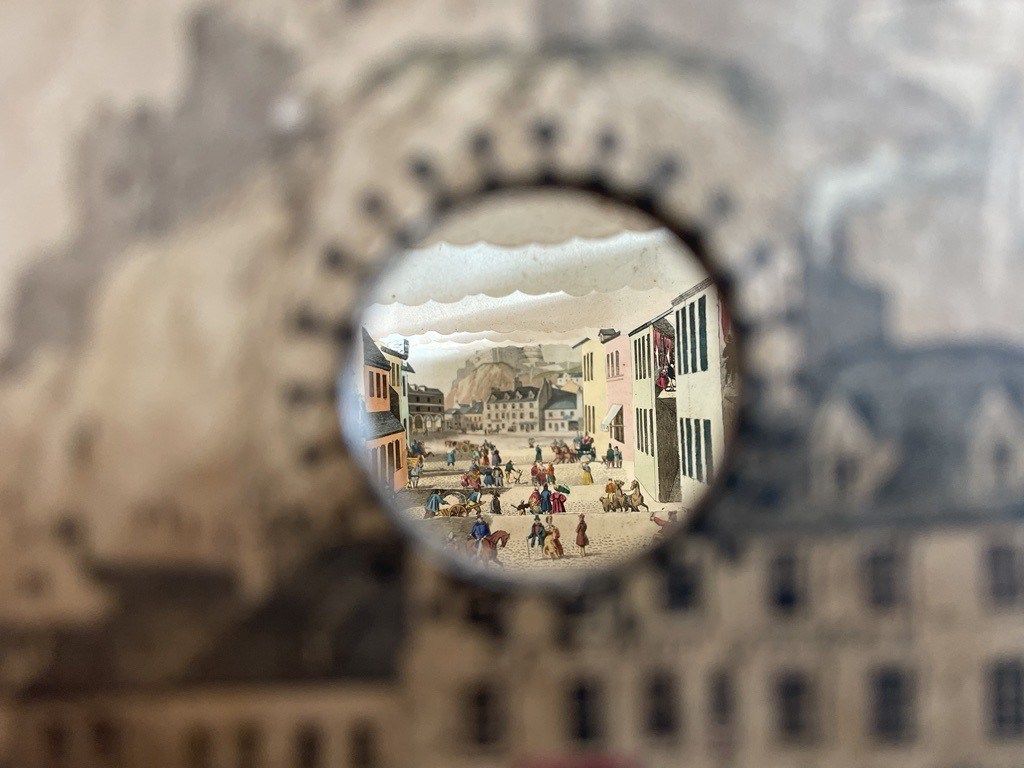
Вічко в замку Единбурга з колекції спадщини Единбурзького університету

- Замок Единбурга з колекції спадщини Единбурзького університету Вічко в замку Единбурга з колекції спадщини Единбурзького університету Спеціальні колекції та архіви бібліотек Університету Співдружності Вірджинії зберігають колекцію Бетті Тісінгер та багато інших зразків книг, що розкладаються та пересуваються.

### Музейні колекції
- Музей дизайну Купера-Г'юїтта Смітсонівського інституту має понад 1700 найменувань у своїй колекції книг-розкладок.[26]
- Музей та бібліотека Розенбаха у Філадельфії, штат Пенсільванія, містять 643 книги із заповіту ілюстратора Моріса Сендака, що належить його колекції рухомих книг Лотара Меггендорфера.[27]

## Асоціації
З 1993 року Товариство рухомих книг надає майданчик для художників, продавців книг, виробників книг, колекціонерів, кураторів та інших осіб, де вони можуть поділитися своїм ентузіазмом та обмінятися інформацією про книжки-розкладки та рухомі книжки. Організація також присуджує галузеві премії найкращому інженеру з паперу (торговельні та художні книжки) та за видатні досягнення в галузі паперової інженерії студентам та аспірантам.

## У масовій культурі
- Центральний сюжет фільму «Паддінгтон 2» (2017) обертається навколо спроби повернути «Книжку місіс Козлової» — книжку-розкладку з підказками, що ведуть до скарбу.
- Дитячий мультсеріал «Зак і Квак» розгортається у світі, зображеному на сторінках книжки-розкладки. Дев'ятирічний хлопчик Зак і його друг-качка Квак вирушають у пригоди, в яких використовують папір і тягнуть за язички, щоб змінювати сцени.

## Додаткова інформація
- Pop-Up! A Manual of Paper Mechanisms by Duncan Birmingham, 1997. ISBN 1899618090ISBN 1899618090
- The Elements of Pop Ups by James Diaz and David A. Carter, 1999. ISBN 0689822243ISBN 0689822243
- Hinshaw, Craig (November 1999). Looking into Tunnel Books. Arts & Activities. 126 (3): 34—35. OCLC 425444586.
- The Pocket Paper Engineer, Volume 1, Basic Forms by Carol Barton, 2005. ISBN 0962775207ISBN 0962775207
- The Pocket Paper Engineer, Volume 2, Platforms and Props by Carol Barton, 2008. ISBN 0962775223ISBN 0962775223
- The Pocket Paper Engineer, Volume 3, V-Folds by Carol Barton, 2012. ISBN 0962775231ISBN 0962775231
- Reynolds, Janet M. (2013). Exploring Artistic Learning Through the Creation of Tunnel Books. Boston University College of Fine Arts.